# Tahanea
Tahanea  is een onbewoond atol dat administratief behoort tot de gemeente Anaa  in het midden van de Tuamotu archipel in Frans-Polynesië, in de Grote Oceaan. Het ligt 15 km ten oosten van het atol Faaite, dit is het dichtst bijzijnde atol.  Het ligt 78 km ten noorden van Anaa en 455 km ten noordwesten van Tahiti. Het atol heeft drie grote openingen naar zee in het noorden.

## Beschrijving

### Geschiedenis en bewoning
De eerste Europeaan die melding maakt van het eiland is de Spaanse ontdekkingsreiziger Domingo de Boenechea in 1774, die het atol San Blas noemde. Daarna bezochten meer ontdekkingsreizigers, onder andere in 1820 de Russische ontdekkingsreiziger Fabian Gottlieb von Bellingshausen  bezocht (die het eiland Chichagov noemde) en in 1841 Charles Wilkes.
In de negentiende eeuw werd het eiland Frans territoriaal bezit. Er woonde toen ongeveer 100 mensen. Volgens de bevolkingsstatistiek uit 2017 is het eiland onbewoond, maar regelmatig wonen er mensen die er naar zeekomkommers vissen waarvan de opbrengst wordt geëxporteerd. 

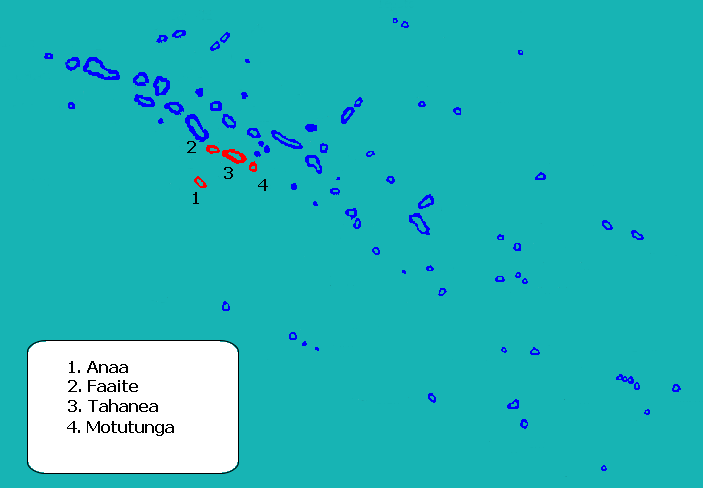
Positie van Tahanea (3) binnen de Tuamotueilanden

### Ecologie
Het Franse minsisterie van milieu (Direction régionale de l'environnement de la Polynésie française) heeft bepaalde gedeelten van dit atol en het atol Motutunga aangewezen als beschermde natuurgebieden. Er komen 14 vogelsoorten voor van de Rode Lijst van de IUCN waaronder de met uitsterven bedreigde phoenixstormvogel (Pterodroma alba) en de endemische Tahitiaanse patrijsduif (Alopecoenas erythropterus),  zuidzeewulp (Numenius tahitiensis) en de tuamotustrandloper (Prosobonia parvirostris).